# Stiekolnyj
Stiekolnyj – osiedle typu miejskiego w Rosji, w obwodzie magadańskim, w rejonie chasyńskim, położone przy Trakcie Kołymskim. W 2010 roku liczyło 2023 mieszkańców.